# 令狐冲
令狐冲（れいこ ちゅう、拼音: Línghú Chōng）は、金庸の武俠小説『秘曲 笑傲江湖』に登場する主人公である。「令狐」が姓で「冲」が名。華山派の「君子剣」と慕われている岳不群を師匠に持ち、育ての母といえる人物は岳不群の妻で妹弟子でもある寧中則。孤児だったところを岳夫妻に拾われて育ち、家族同然の関係を築いている。なお、その2人の娘である岳霊珊とは周り全員が認める暗黙の了解の恋仲であったが、林平之の出現によりあっさりと振られてしまう。

## 性格
酒や冗談が大好きと一見不真面目そうだが、いざというときは自らの命を捨ててまでも見知らぬ人を助けるといった義俠心の持ち主。その上、妹弟子である岳霊珊をいつまでも忘れられない一途な性格の人物である。師匠の岳不群とは異なり、誰彼構わず至る所で交友関係を結び、自分から厄介事を招いてしまう問題児ではあるが、高度の道徳観と忠義心の持ち主でもあり、少林寺の方證大師が、誰にも伝えようとしなかった易筋経を令狐冲の怪我のため厭わずに差し出そうとしたほどである。
特に女性関係には非常に誠実で、後に相思相愛となる任盈盈を一途に愛し、他の女性達とは一定の距離を置いて接した。このため、猜疑心の強い彼女が全く嫉妬しなかったほどだった。 
金庸も、令狐冲や楊過のような人物が大好きだと自ら言っている。

## 生涯

### 九死に一生
物語登場時よりすでに五岳剣派の一つ華山派の一番弟子であり、武林ではそこそこ名の知れた人物であった。
物語序盤にて恒山派の尼僧儀琳を田伯光の魔の手から卑怯で下品な手を使い救出したことが原因で、岳不群に一年間思過崖での謹慎を命じられる。
その間、想い人の岳霊珊から冷たい態度を取られてしまい、投げやりになり思過崖にて生活するうちに、偶然から五岳各剣派の失われた絶技とその破り方を示した壁画を発見する。そこへ田伯光が尋ねてきて、儀琳の所へと連れて行くと言い出すが、令狐冲はそれを拒否し剣により解決しようとする。
全く田伯光に勝てない令狐冲の所へ現れたのは、とうの昔に死んでいたと思われていた華山派の先達風清揚で、令狐冲に無敵の剣法である独孤九剣を授ける。
その後、華山派の総帥の座を奪いに来た封不平らに独孤九剣を披露している最中、卑怯な手により怪我を負ってしまう。令狐冲を探していた桃谷六仙が、それぞれ令狐冲に気を注入するという間違った方法で治そうとしたために、不運にも命にかかわる大怪我を負うことになる。
瀕死の令狐冲であったが、儀琳の父である不戒和尚により命を取り留める。だが、これもまた桃谷六仙の六通りの気をさらに強力な気で押さえつけるという間違った方法であったため、以後の治癒が更に難しくなり、内力もすべて失ってしまう。

### 誤解される人生
令狐冲は頭が切れるほうだが、自身がよかれと思うと深く考えずに行動することも少なくない。独孤九剣を習得したこともまさにその一つだった。
武林中では惨殺された林平之一家が所持していたという秘伝書辟邪剣譜を巡って争いが絶えなかった。まさにその時、令狐冲が由来不明の独孤九剣を習得してしまったばかりに、一番の容疑者として疑われることになる。更には大怪我で苦しむ間、最も仲良くしていた弟弟子の陸大有が謎の死を遂げ、華山派気宗の秘伝書「紫霞功」までもが盗まれる。
令狐冲を一番疑っていたのは、彼が最も尊敬する岳不群だった。想い人である岳霊珊に目の前で林平之と仲睦ましい姿を見せつけられ、尊敬していた岳不群には不審な目で見られ、大怪我でいつ死んでもおかしくない状態で絶望していた。やがて華山派一同は一派に降りかかる災いを避けるべくしばらく旅に出ることになる。
はじめに訪れた林家の親戚宅において、日月神教の曲洋、衡山派の劉正風から託された「笑傲江湖の譜」を発見されてしまう。これが「辟邪剣譜」ではないかと疑う林家一同に令狐冲は名曲の楽譜であると弁解し、街にいるという琴の名手に真偽を確かめてもらうことになった。そして令狐冲らの前に現れた名手とは日月神教の前教主の娘であり「聖姑」と呼ばれる任盈盈であった。

### 任盈盈との出会い
任盈盈と出会った当初、令狐冲は彼女と御簾ごしに接していたため、美少女であることも日月神教の聖姑であることも知らずに一人の老婆として尊敬し接していた。彼女と話し、彼女の弾く琴の音を聴くうち心穏やかになり、怪我で悩まされることも減っていった。その間、変化が現れたのは令狐冲だけではなかった。彼の岳霊珊への思いを聞かされるうちに、任盈盈はその一途な思いに惹かれていったのであった。また、令狐冲は彼女の元に通ううち盈盈の世話をしている緑竹翁から酒の道の教えを受け、酒の酒類、醸造法、飲み方に詳しくなっている。日月神教の聖姑に恋されてしまったことにも気がつかず、令狐冲は旅の道中彼女を慕い、ご機嫌をとろうという怪しい人達に出会っては優しくされることに戸惑っていた。それを見た岳不群は一番弟子が無頼の者と交わることを良しとせず、ついに令狐冲は華山派を破門され、一人置き去りにされてしまう。
再び一人ぼっちになってしまった令狐冲の前に現れたのは、やはり老婆としての任盈盈だった。彼女と旅を続け、その道中やっと老婆が美少女の任盈盈だと気づくが、さほど戸惑いも無く二人は自然と睦まじい関係になる。それもつかの間で、怪我のために令狐冲の意識は一日一日と遠のいて行き、命も尽きようとしていた。既に令狐冲を深く愛してしまった任盈盈はそれを見かね、自分を犠牲にして少林寺に令狐冲を運び、治療と引き換えに自分の身の十年監禁を約束したのであった。そんな事も知らずに、令狐冲は治療と一緒について来る少林寺入門という条件を飲めずに完治することなく下山してしまう。

### 怪我の完治
怪我が完治することはなかったが、少林寺にて治療された後の令狐冲は、内力さえ使わなければ苦しむこともなくなった。そんな時、日月神教の向門天と出会い、知らず知らずの間に日月神教前教主任我行の救出の手助けをしてしまう。救出の際に任我行と入れ替わりに閉じ込められてしまった令狐冲は、任我行の得意技であった吸星大法を発見し、習得することで長期間悩まされてきた大怪我を治癒することに成功する。それだけでなく、触れた者の内力を自分に取り組むことで今まで以上の内力を得ることになり、これより、武林で一、二を争う武術の使い手にまで上り詰める。
脱出後の道中、尼僧集団恒山派一同を助け、瀕死の重傷を負いながらも林家の秘伝「辟邪剣譜」を手に入れ華山派一同に合流する。ところが令狐冲が昏睡している間にその譜は何者かに盗まれ、またしても令狐冲に嫌疑がかけられてしまう。昏睡から回復した令狐冲は華山を離れ、再び恒山派に合流し彼女たちを守りながら旅をする。旅の途中、盈盈が少林寺に監禁されていることを知った令狐冲は、彼女に恩義を感じる江湖の豪傑たちと共に盈盈奪還に向かう。しかし少林寺では、辟邪剣譜を令狐冲から奪い習得した岳不群の毒牙にかかって息絶え絶えの恒山派総帥に後を託され、恒山派総帥を務めることになってしまう。

### 陰謀の江湖
令狐冲の総帥就任式も無事に終了し、恒山派には令狐冲を慕う豪傑たちが入門した。そのころ嵩山・華山・恒山・衡山・泰山の五派を合併し、その頂点に立とうという嵩山派総帥左冷禅の野望が動き始めた。少林寺と武当派はその野望を挫くべく令狐冲に協力を申し出る。令狐冲は師父岳不群なら事をうまくまとめてくれるだろうと岳不群に従う姿勢をとる。だが岳不群もまた五派の頂点に立とうという野望を持っていた。二人の思惑の末に五岳はひとつにまとまることになり、その総帥を武術比べによって決めることになった。そして決闘の末、令狐冲は岳霊珊への想いを抑えきれずに重傷を負い、左冷禅を破った岳不群が五派の総帥となる。
五岳派合併の騒動が一段落したとき、令狐冲は任盈盈のために東方不敗を倒す手助けのため日月神教の本拠地へと赴く。東方不敗は「葵花宝典」を会得し令狐冲、任我行ら当代屈指の使い手四人がかりでさえ軽くあしらうほどの強さを誇った。盈盈の助けもありなんとか東方不敗を倒した後、任我行が再び教主の座に就く。そして任我行は武林制覇の野望を燃やすのだった。

### 因縁の終焉
令狐冲を恨む岳不群は恒山派の門弟を華山に監禁する。令狐冲は門弟救出のために華山に登るが、岳不群の罠にはまり盈盈共々絶体絶命の危機を迎える。岳不群に命を奪われる寸前のところを儀琳に助けられ、岳不群は命を落とした。田伯光の助けにより恒山派の一同を助け出し安心したのも束の間、今度は日月神教が来襲する。五岳派は合併したもののそれに伴う騒乱と華山、恒山の対立によりすでに日月神教に立ち向かえるほどの力を残していなかった。令狐冲は任我行に恒山で対決することを約束し、恒山派は華山から引き上げた。そして約束の日、恒山に現れたのは……。

### 吸星大法の副作用
怪我の完治で安心したのもつかの間、今度は吸星大法の副作用により命が蝕まれる令狐冲。任我行に副作用を取り除く方法を教える代わりに日月神教への入教を強制されるが、それを拒みつつ任盈盈のために東方不敗を倒す手助けしたりと、矛盾した行動を繰り返していた。そんな行動や任盈盈との関係が原因で他の五岳剣派には忌み嫌われるが、令狐冲の人となりを信頼していた少林寺や武当派からは大きな協力を得ており、全ての因縁が解決した後に両派の総帥二人が作り話をしてまで、吸星大法の副作用で苦しむ令狐冲に易筋経を授けている。その後、総帥の座を退き、任盈盈と結婚して穏やかな生活を送ることで物語は終わりを告げる。

## 武功
物語当初は華山派の一番弟子でもあり、そこそこの実力は持っていたものの飛び抜けた強さではなかった。しかし風清揚によって独孤九剣を伝授されると飛躍的に実力を伸ばす。物語序盤で内功を失ったものの、その剣法は封不平、向門天といった実力者をうならせた。中盤、吸星大法を習得し内功の損傷が回復すると恒山派を助けて嵩山派の使い手をあっさりと倒し、苦戦の末武当派の長老冲虚道人を破るなど武林でも屈指の使い手となった。一方、掌法は苦手であり独孤九剣の破掌式などは満足に習得できなかった。
独孤九剣（どくこきゅうけん）
詳細は「独孤九剣」を参照
吸星大法（きゅうせいたいほう）
詳細は「吸星大法」を参照
易筋経
終盤、吸星大法の副作用を治すために習得したものであり実際にその効果が試されることはなかった。

## 演じた俳優
映画
- 汪禹：『笑傲江湖』 香港 1978年
- サミュエル・ホイ：『スウォーズマン／剣士列伝』（原題：笑傲江湖） 香港 1990年
- リー・リンチェイ：『スウォーズマン／女神伝説の章』（原題：笑傲江湖之二 東方不敗） 香港 1992年

ドラマ
- チョウ・ユンファ：『笑傲江湖』 無綫電視（TVB） 香港 1984年
- 梁家仁：『笑傲江湖』 台湾電視公司（TTV） 台湾 1985年
- 呂頌賢：『笑傲江湖』 無綫電視（TVB） 香港 1996年
- リッチー・レン：『スウォーズマン 笑傲江湖』（原題：笑傲江湖） 中国電視公司（CTV） 台湾 2000年
- 馬景涛：『笑傲江湖』 メディアコープ シンガポール 2000年
- リー・ヤーポン：『笑傲江湖』 中央電視台（CCTV） 中国 2001年
- ウォレス・フォ：『月下の恋歌 笑傲江湖』 華夏視聴環球伝媒集団有限公司 中国 2013年
- ディン・グワンセン：『笑傲江湖 レジェンド・オブ・スウォーズマン』 YOUKU 中国 2018年

## その他
- オンラインゲーム『ストリートファイター オンライン マウスジェネレーション』（SFO）（ダレット、2008年開始。2009年8月31日サービス終了）のキャラクターとして登場。ダレット稲船敬二代表取締役は「中国でのサービス展開も視野に入れているため」としている。
- 海洋堂より「ストリートファイターオンラインリボルテック」シリーズとしてフィギュアが販売されている。